# Мар'їн гай (заказник)
Ма́р'їн Гай — ландшафтний заказник загальнодержавного значення в Україні. Об'єкт природно-заповідного фонду Дніпропетровської області. 
Розташований у межах Синельниківського району Дніпропетровської області, поблизу сіл Дмитрівка, Бажани, Миколаївка та Катеринівка. 
Площа 2803 га. Статус надано згідно з Указом Президента України від 12.09.2005 року № 1238/2005. Перебуває у віданні: Павлоградський держлісгосп, Синельниківська райдержадміністрація. 
Статус надано для збереження цінних природних комплексів у заплаві річки Самари. Зростають вузькодолинні ліси, в тому числі штучного походження. Трав'яний покрив представлений типовою лучною рослинністю (кермек, черсак тощо). 